# Astérix et le Griffon
Astérix et le Griffon est le trente-neuvième album de la bande dessinée Astérix, publié le 21 octobre 2021, scénarisé par Jean-Yves Ferri et dessiné par Didier Conrad.

## Résumé

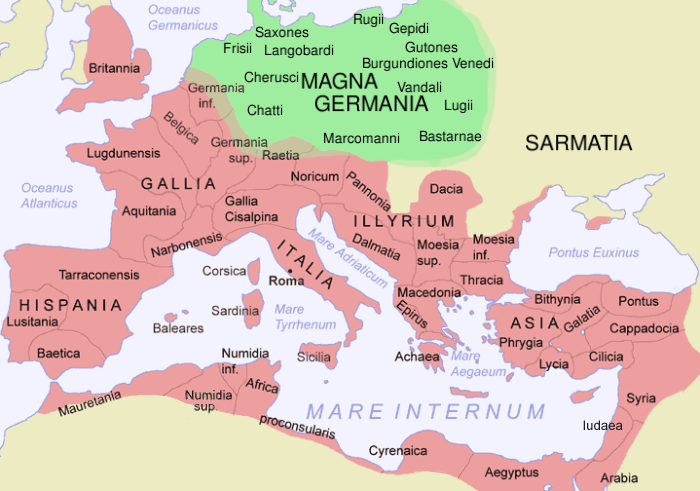
Les provinces romaines (en rose) et le territoire Barbaricum (en vert).

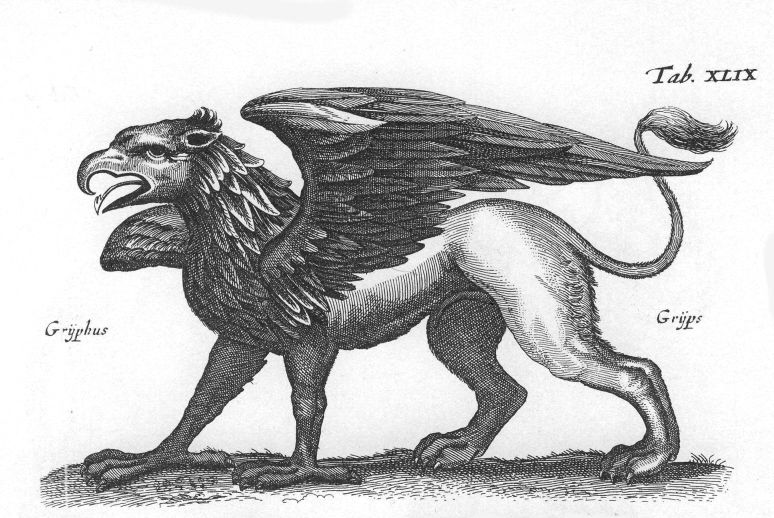
Un griffon.

À Rome, Jules César reçoit son géographe Terrinconus, qui lui parle du griffon, un animal mythique qui aurait été vu jadis par l'explorateur grec Trodéxès de Collagène dans le Barbaricum, territoire de l'est de l'Europe non occupé par les Romains. Pour appuyer ses dires, Terrinconus fait venir une prisonnière sarmate, une amazone nommée Kalachnikovna, qui dit pouvoir les conduire au griffon. Tenté d'exhiber un tel animal dans le cirque de Rome afin d'accroître sa popularité, César envoie une expédition menée par Terrinconus.
Or quelques mois plus tard, Astérix, Obélix, Idéfix et Panoramix voyagent en traîneau dans la steppe enneigée, quelque part au pays des Sarmates. Se croyant perdus, mais finalement guidés par le loup Wolverine, ils arrivent chez Cékankondine, chaman sarmate et ami de Panoramix. Le chaman a appelé le druide gaulois par l'intermédiaire de rêves : il a eu la vision que les Romains approchaient en grand nombre pour s'emparer du griffon, animal sacré des Sarmates. Au même moment, l'expédition romaine arrive dans les steppes, menée par Terrinconus, le centurion Dansonjus et le venator Jolicursus, et deux Scythes servant de guides touristiques.
Les Gaulois visitent le village de Cékankondine, où vit une société matriarcale dont les femmes sont des guerrières amazones, tandis que les hommes restent à la maison et s'occupent des enfants. Idéfix disparaît pour aller courir avec une meute de loups. De leur côté, les femmes, menées par Maminovna, épouse de Cékankondine, reviennent au village en annonçant l'arrivée imminente des Romains en compagnie de leur prisonnière Kalachnikovna, qui s'avère être la nièce de Cékankondine. Astérix, Obélix et les guerrières décident de suivre les Romains, qui installent leur camp. Astérix s'aperçoit que sa potion magique a gelé dans sa gourde et découvre qu'elle est inutilisable, le trèfle à quatre feuilles entrant dans sa composition perdant ses pouvoirs à basse température. Les deux Gaulois parlementent avec les Romains pour faire libérer Kalachnikovna, mais les Romains, qui apprennent par une gaffe d'Obélix que seul le chaman connaît le lieu où se trouve le griffon, exigent qu'on leur livre celui-ci en échange de l'amazone.
De retour au village, Cékankondine demande conseil aux esprits pendant la nuit grâce à son tambour, pendant que Panoramix essaie de refaire de la potion magique. Mais le lendemain, Cékankondine est allé se livrer aux Romains qui l'emmènent à la recherche du griffon, pendant que Kalachnikovna reste au camp sous surveillance, non sans provoquer des bagarres chez les légionnaires, tous sous son charme.
Astérix, Obélix et les amazones suivent l'expédition romaine : ils tendent une embuscade aux Romains dans une cascade, puis surveillent leur camp et assomment la patrouille de nuit. Le lendemain, l'expédition repart, se perd dans un brouillard, la mer de nuages, où les amazones les assomment. Or la troupe romaine s'est scindée en deux : une partie de l'expédition est partie en avant, guidée par Cékankondine prisonnier. Puis, elle arrive devant un relief glacé : le mur de glace, derrière lequel se trouve un territoire sacré, où aucun Sarmate ne peut pénétrer s'il n'est chaman. Seuls Astérix et Obélix peuvent donc continuer de poursuivre les Romains.
Ces derniers, ayant franchi le mur de glace, se retrouvent devant un lac gelé. Cékankondine mène prudemment les Romains au milieu du lac sur la glace, où ils découvrent enfin, sous leurs pieds, le griffon – qui s'avère être en réalité le corps d'un énorme dinosaure congelé au fond du lac. Le centurion Dansonjus, constatant que l'animal ne ressemble pas à un griffon, s'énerve, trépigne violemment sur place et la glace se brise sous leurs pieds. Au même moment, Astérix et Obélix arrivent au lac, mais sont trop lourds pour la glace à présent fragilisée. Alors survient Idéfix avec sa meute de loups, qui mettent en fuite les Romains, tandis que le petit chien sauve Cékankondine. Le chaman explique à Astérix, qui découvre le dinosaure, qu'il y a longtemps un explorateur grec – Trodéxès de Collagène – était venu à cet endroit, avait appelé la créature « griffon ». Il avait rapporté aussi d'autres observations sur le mode de vie des Sarmates et la présence d'or dans la région. Comme cela risquait de mettre en danger leur peuple, les chamans avaient décidé d'utiliser la peur du griffon pour décourager les intrus : ils ont construit le mythe du griffon à partir de cette créature congelée.
Cékankondine retrouve ensuite son épouse Maminovna et les amazones, et tous vont délivrer Kalachnikovna au camp romain : or celle-ci s'est déjà échappée en rendant fous les légionnaires amoureux d'elle. Tous reviennent au village sarmate, où un banquet est donné. Les Gaulois repartent chez eux, Obélix faisant ses adieux à Krakatovna, dont il semble être amoureux.
À Rome, César, qui n'a plus de nouvelles de l'expédition, ordonne de présenter au cirque une girafe.
De retour dans leur village, les Gaulois fêtent leur victoire autour d'un banquet, au cours duquel Idéfix hurle comme un loup, tandis qu'un hibou pleure.

## Personnages principaux
- Les habitants du village gaulois, dont : 
  - Astérix, guerrier ;
  - Obélix, livreur de menhirs ;
  - Idéfix, chien d'Obélix ;
  - Panoramix, druide ;
  - Abraracourcix, chef du village ;
  - Agecanonix, vieillard ;
  - l'épouse d'Agecanonix ;
  - Ordralfabétix, poissonnier ;
  - Bonemine, épouse d'Abraracourcix ;
  - Iélosubmarine, poissonnière, épouse d'Ordralfabétix ;
  - Cétautomatix, forgeron ;
  - Assurancetourix, barde ;
- Jules César, imperator romain ;
- Terrinconus, géographe romain ;
- Kalachnikovna, nièce de Cékankondine, amazone sarmate prisonnière des Romains ;
- Wolverine, loup de Cékankondine ;
- Cékankondine, chaman sarmate, ami de Panoramix ;
- Dansonjus, centurion à la tête de l'expédition romaine ;
- Jolicursus, venator romain ;
- légionnaires de l'expédition romaine, dont le vétéran Célastus, Fakenius, Perdudvus, Tutévucantabus, Aplusdanlbus, Mercidetvenus, Ibernatus, Brisemenus, Nautilus ;
- deux Scythes, guides touristiques ;
- Gasturbine, doyen sarmate ;
- Kastachopine, bouilleur de cru sarmate ;
- Garozépine, fromager sarmate ;
- Kolonarine, menuisier sarmate ;
- Barovomaltine, livreur de rondins sarmate ;
- Maminovna, épouse de Cékankondine, amazone sarmate ;
- amazones sarmates, dont Krakatovna, Lobotovna, Tripatovna ;
- Klorokine, Sarmate hébergeant les Gaulois ;
- Pégase, cheval de Jolicursus ;
- Trodéxès de Collagène, explorateur grec ;
- Les pirates, dont :
  - Barbe-Rouge, chef des pirates,
  - Triple-Patte, pirate unijambiste prononçant des citations latines,
  - un pirate ressemblant à Charles Aznavour.

## Analyse

### Contexte

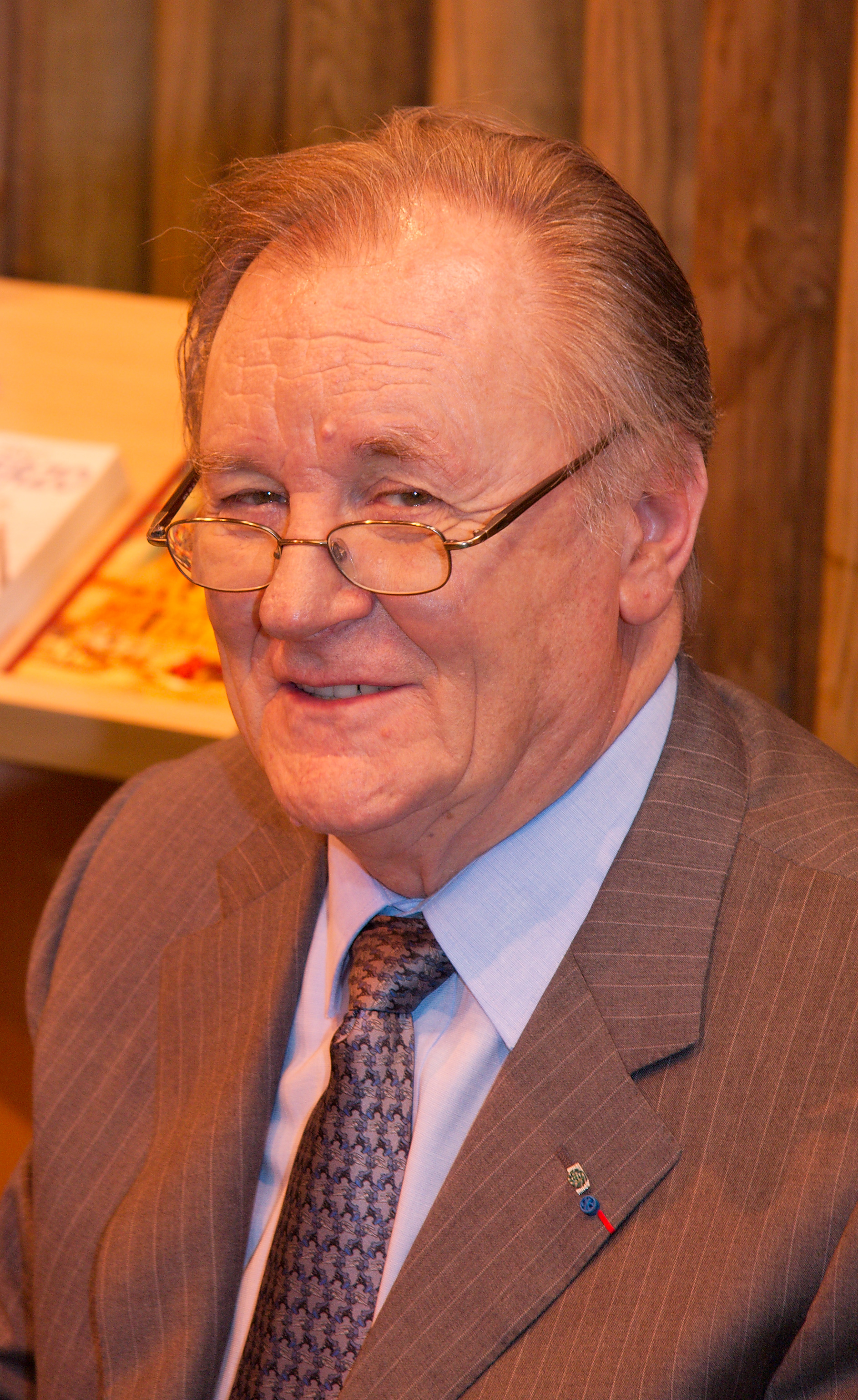
Albert Uderzo (1927-2020), créateur et dessinateur des 34 premiers albums dAstérix.

Il s'agit du premier album publié après la mort d'Albert Uderzo en mars 2020. En guise de clin d'œil, les auteurs ont dessiné, dans la dernière case de l'album, un hibou qui part en pleurant. Albert Uderzo avait fait de même lors du décès de René Goscinny à la fin de l'album Astérix chez les Belges, où il avait dessiné un petit lapin qui partait en pleurant.
Selon la fille d'Uderzo, Sylvie, Uderzo avait examiné le scénario initial du livre et certains de ses premiers croquis, avant sa mort en mars 2020.

### Personnages et clins d'œil
Terrinconus, présenté comme le géographe de César, a les traits de l'écrivain français Michel Houellebecq, auteur notamment de La Carte et le Territoire dont le sujet est en lien avec la profession du personnage.
Les traits du centurion Dansonjus rappellent ceux de l'acteur américain Brian Dennehy et ceux de l'avocat et homme politique Éric Dupond-Moretti. Le chasseur Jolicursus rappelle le politicien Christophe Castaner. Ferri explique qu'il s'agit d'un hasard. En réalité, Dansonjus est basé sur l'acteur américain Burt Young, qui joue Paulie Pennino dans la saga cinématographique Rocky.
On voit brièvement (planche 46) l'équipage des pirates : si pour une fois Baba n'y figure pas, on retrouve le pirate sans nom caricaturant Charles Aznavour, déjà vu dans le précédent album La Fille de Vercingétorix. Exceptionnellement les pirates ne sont pas attaqués par les Gaulois et jouissent d'une rare tranquillité.
Dans une planche non reprise dans l'album, Panoramix rêve de son ami chaman qui l'appelle à l'aide. C'est un clin d'œil à l'album d'Hergé Tintin au Tibet, dans lequel Tintin fait un cauchemar dans lequel son ami Tchang, enseveli dans la neige, implore son aide. Ce fait est cependant évoqué par Cékankondine à l'arrivée des Gaulois.
Chez les Sarmates, les hommes ont des noms finissant en « -ine » (Cékankondine, Gasturbine, Kastachopine, Garozépine, Kolonarine, Barovolmatine, Klorokine, ainsi que le loup Wolferine), à l'instar de noms russes tels que Lénine, Staline, Poutine, Eltsine, Pouchkine, Raspoutine, etc. (ce qui fait rire Obélix qui considère qu'ils ont des « noms de filles », car chez les Gaulois, les noms en « -ine » sont féminins : Bonemine, Iélosubmarine, etc.) . Les femmes portent des noms finissant en « -ovna » (Kalachnikovna, Maminovna, Krakatovna, Lobotovna, Tripatovna), terminaison féminine typique de nombreux patronymes russes signifiant « fille de ». Astérix et Obélix ont déjà croisé deux Sarmates dans Astérix et la Transitalique, mais leurs noms se terminaient en « -ov » : Oliounidislov et Ogouguimov.
Les Sarmates s'expriment en écorchant les -e ; leurs phylactères comportant des Ǝ à la place de E, pour évoquer l'alphabet cyrillique.
Le nom du loup Wolferine rappelle le personnage Wolverine, super-héros de l'univers Marvel évoluant dans la saga X-Men . Bien que wolf se traduise par « loup » mammifère de la famille des canidés, un wolverine est un gulo gulo (glouton ou carcajou au canada) de la famille des mustélidés.
Lorsque les Gaulois visitent le village, ils croisent deux habitants semblant être les sosies sarmates d'Astérix et Obélix (planche 7) : un petit blond et moustachu, et un gros nommé Barovomaltine habillé presque comme Obélix, livreur de rondins. « Marrant ! Le petit, là, il me rappelle quelqu'un ! », se dit même Obélix sans pourtant se rendre compte.
Le nom du légionnaire Fakenius est une référence au phénomène des fake news (infox) et des théories du complot contemporaines : les allusions pessimistes qu'il fait se répandent « viralement » parmi les soldats, de sorte qu'ils se tournent vers le culte de Diane.
La statue taillée dans la glace par un légionnaire (planche 34) s'inspire de la Diane de Versailles.
Les Scythes s'expriment comme des guides touristiques, et leur nom est prétexte à des jeux de mots avec l'homophone "site" dans le sens de « site [Internet] » : « scythe bloqué », « je ne suis qu'un Scythe de rencontre », « restez bien en ligne ».
C'est la première fois que la potion magique n'est pas utilisée dans un album d'Astérix.
On ne voit les autres habitants du village gaulois que lors du banquet, dans la case finale.
La pandémie actuelle de COVID-19 au moment de la publication est évoquée à plusieurs reprises par les termes "(dé)confinement", "immunité", "distance".

#### Les Sarmates

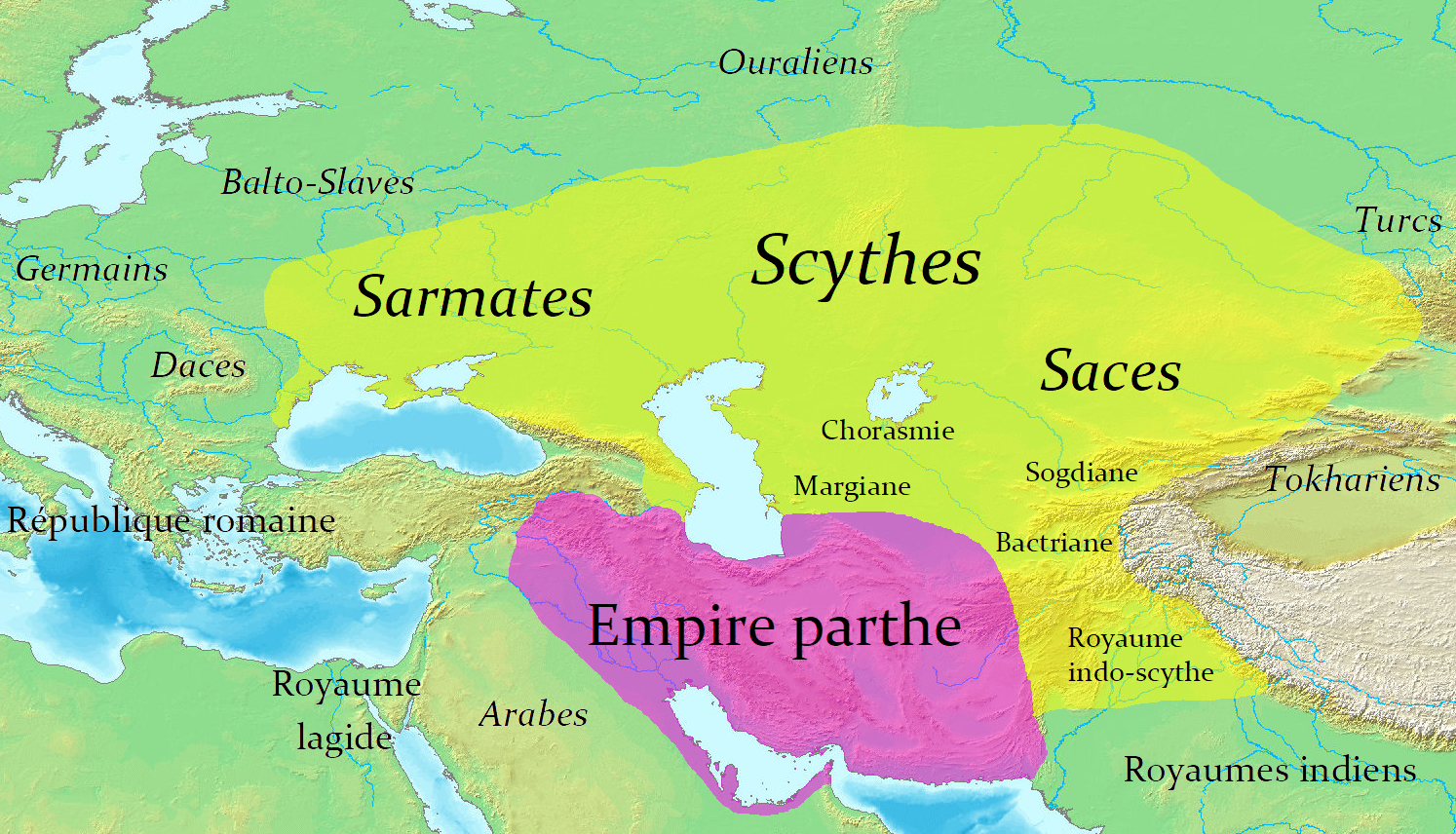
Carte de la Scythie en 100 av. J.-C.

#### Animaux légendaires, mythes, infox

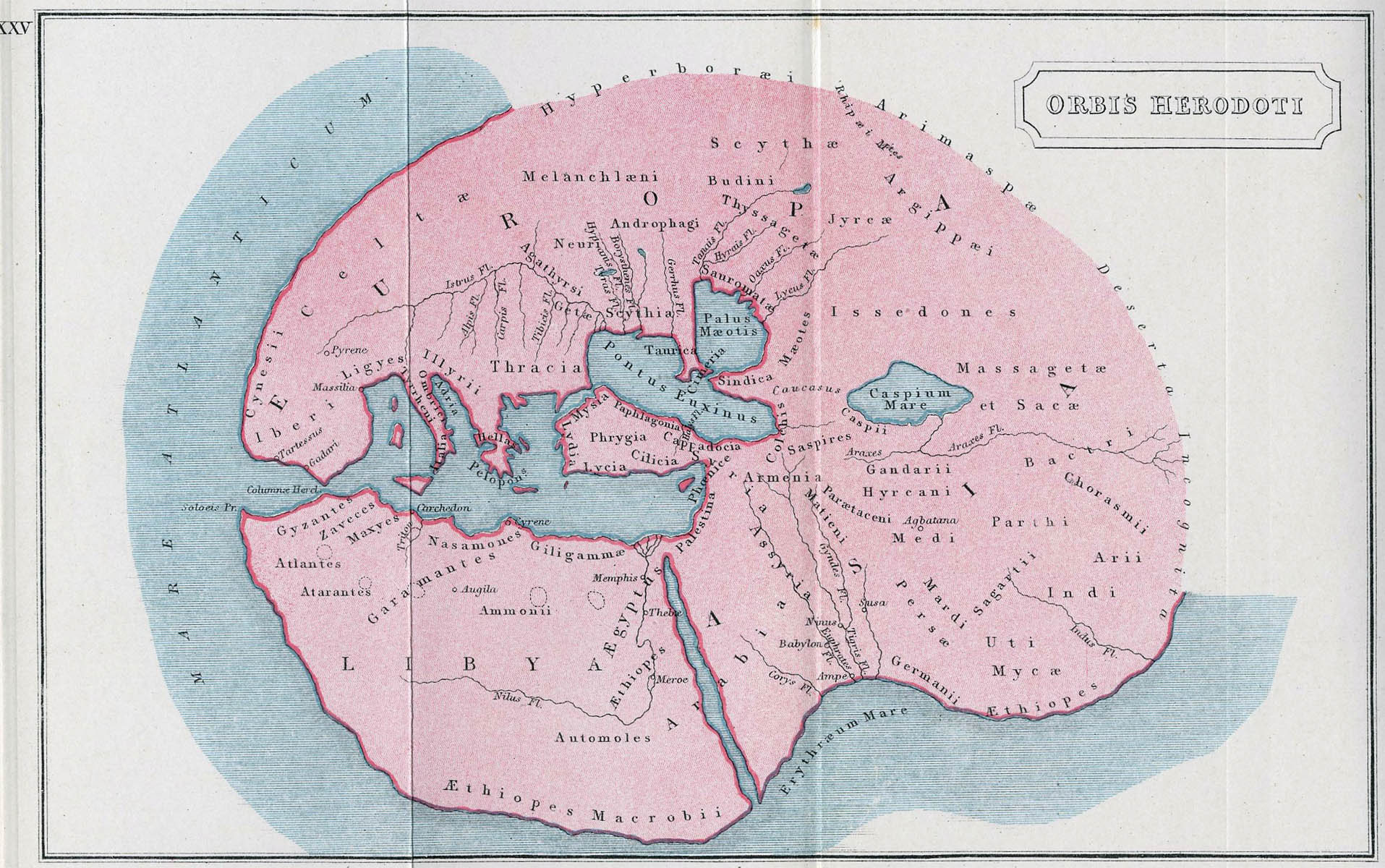
Gravure indiquant le lieu de vie des Issedones au sein du monde connu par Hérodote.

#### Le dinosaure

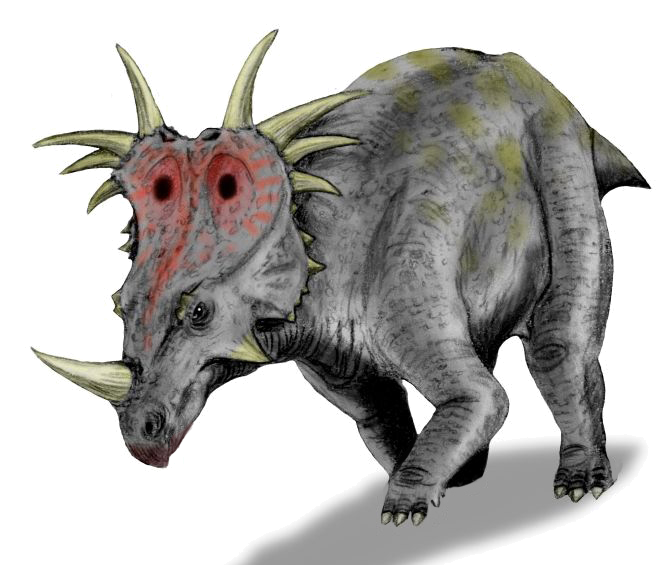
Le griffon de l'album est en réalité un styracosaure.